# Ziyang
För andra betydelser, se Ziyang (olika betydelser).
Ziyang, tidigare romaniserat Tzeyang, är en stad på prefekturnivå i Sichuan-provinsen i sydvästra Kina. Den ligger omkring 120 kilometer sydost om provinshuvudstaden Chengdu.

## Administrativ indelning
Ziyang indelas i ett stadsdistrikt, en stad på häradsnivå och två härad:
- Stadsdistriktet Yanjiang - 雁江区 Yànjiāng qū ;
- Staden Jianyang - 简阳市 Jiǎnyáng shì ;
- Häradet Lezhi - 乐至县 Lèzhì xiàn ;
- Häradet Anyue - 安岳县 Ānyuè xiàn.

## Klimat
Genomsnittlig årsnederbörd är 1 384 millimeter. Den regnigaste månaden är juli, med i genomsnitt 305 mm nederbörd, och den torraste är december, med 9 mm nederbörd.